# 烏爾濟切尼烏尼雷亞足球會
烏爾濟切尼烏尼雷亞足球會（Fotbal Club Unirea Urziceni）是羅馬尼亞已经解散的一家足球俱樂部，俱樂部成立於1954年。烏爾濟切尼在 2008–09 賽季的羅馬尼亞甲級足球聯賽中奪得冠軍，這是他們首次聯賽奪冠，并因此獲得2009-10賽季歐冠賽事的參賽資格，但由於他們的球場不符合歐足聯要求，因而將借用布加勒斯特星隊的球場作為主場。而在 2007–08 賽季，他們还曾經獲得羅馬尼亞國內盃賽的冠軍。虽然烏爾濟切尼在 2009–10 賽季夺得联赛亚军，但球队拥有者决定不再对球队进行财政支持，烏爾濟切尼被迫卖掉队中的大批主力球员，并在 2010–11 賽季降级到羅馬尼亞足球乙級聯賽。降级后，烏爾濟切尼老板 Dumitru Bucşaru 决定不再向罗马尼亚联赛提交注册文件，最终烏爾濟切尼在获得羅馬尼亞足球甲級聯賽冠军两年後，即2011年解散。2015年球队重新组建，并参加地区联赛，但2017年再度解散。

## 現役球員
註釋：國旗表示球員在國際足聯資格規則定義的國家隊。球員可能擁有一個以上非國際足聯國籍。
| 號碼 |          | 位置 | 球員       |
| ---- | -------- | ---- | ---------- |
| 1    | 立陶宛   | 门将 | 艾盧斯基斯 |
| 4    | 塞尔维亚 | 后卫 | 麥米杜域   |
| 5    | 羅馬尼亞 | 中场 | 杜度蘭     |
| 6    | 羅馬尼亞 | 后卫 | 加拉馬斯   |
| 7    | 羅馬尼亞 | 前锋 | 比拉斯高   |
| 8    | 羅馬尼亞 | 中场 | 巴拉舒捷夫 |
| 10   | 羅馬尼亞 | 中场 | 柏度利圖   |
| 11   | 羅馬尼亞 | 前锋 | 奧路法斯   |
| 14   | 羅馬尼亞 | 前锋 | 魯斯庫     |
| 15   | 羅馬尼亞 | 前锋 | 丹拿拉捷   |
| 16   | 羅馬尼亞 | 中场 | 尼古       |
| 17   | 葡萄牙   | 前锋 | 施美度     |

| 號碼 |            | 位置 | 球員         |
| ---- | ---------- | ---- | ------------ |
| 18   | 巴西       | 中场 | 列卡度高美斯 |
| 19   | 阿根廷     | 后卫 | 白蘭登       |
| 20   | 羅馬尼亞   | 中场 | 馬連斯古     |
| 22   | 幾內亞比索 | 后卫 | 般奴費南迪斯 |
| 23   | 羅馬尼亞   | 后卫 | 博迪奴       |
| 24   | 羅馬尼亞   | 后卫 | 馬菲泰       |
| 25   | 羅馬尼亞   | 后卫 | 馬迪         |
| 28   | 羅馬尼亞   | 前锋 | 丹尼爾史譚   |
| 30   | 羅馬尼亞   | 中场 | 富倫沙       |
| 32   | 羅馬尼亞   | 中场 | 艾普斯度爾   |
| 74   | 羅馬尼亞   | 门将 | 丹尼爾杜陀   |
| 77   | 羅馬尼亞   | 门将 | 基哥尼       |